# 321 Dutch Squadron RAF
Het 321 (Dutch) Squadron RAF was een maritiem squadron dat op 1 juni 1940 te Pembroke Dock werd opgericht als onderdeel van de Royal Air Force (RAF) met personeel van de Marine Luchtvaartdienst (MLD) dat uit Nederland was ontkomen. Door een tekort aan personeel werd het squadron ontbonden en op 18 januari 1941 toegevoegd aan het 320 Dutch Squadron RAF. Het squadron werd op 15 augustus 1942 te Trincomalee, Ceylon, heropgericht met personeel van de MLD dat gedurende de Japanse invasie vanuit Nederlands-Indië naar Ceylon ontkomen was. RAF China Bay op Ceylon zou gedurende de hele Tweede Wereldoorlog de thuisbasis van het squadron blijven, met diverse detachementen in Afrika, India en de Cocoseilanden. Het squadron werd op 8 december 1945 te Batavia door de RAF overgedragen aan de Marine Luchtvaartdienst en behield haar nummer No. 321 Squadron MLD tot haar opheffing in 2005.

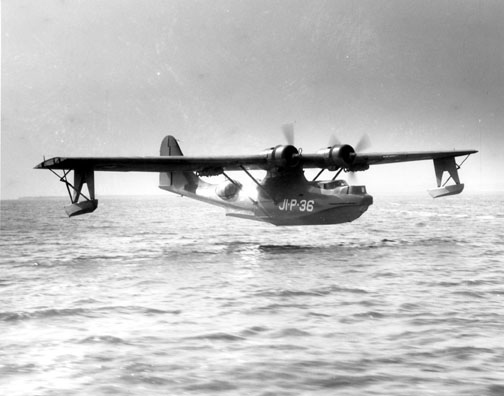
PBY Catalina tijdens de landing op NAS Jacksonville tijdens WWII

## Oprichting en ontbinding
Op 1 juni 1940 werd het 321 (Dutch) Squadron RAF te Pembroke Dock opgericht, bestaande uit personeel van de MLD dat uit Nederland had weten te ontkomen. Het squadron werd op 28 juli 1940 overgeplaatst naar RAF Carew Cheriton en operationeel gesteld. Het squadron vloog kust- en anti-onderzeeboot patrouilles met Avro Ansons totdat ze werd ontbonden door gebrek aan personeel, om vervolgens op 18 januari 1941 aan het No. 320 Dutch Squadron RAF te worden toegevoegd.

## Japanse inval van Nederlands-Indië
Toen het niet doenlijk bleek verdere oorlogshandelingen te verrichten en de strijd van de Marine Luchtvaartdienst boven de Archipel voorlopig was gestaakt, gaf de Gouverneur-Generaal Tjarda van Starkenborgh Stachouwer aan Admiraal Helfrich en een deel van zijn Staf opdracht, met het nog overgebleven deel van de Marine te evacueren en de strijd elders voort te zetten. Admiraal Helfrich besloot om door de lucht te evacueren. Een klein aantal Catalina's was namelijk nog aanwezig en lag verscholen in de bergmeren van het Javaanse binnenland. Hoofdoff.-Vl. W. van Prooijen werd er op 1 maart 1942 mee belast de vlucht, met alles wat daaraan was verbonden, voor te bereiden en zo vertrok om 06.00 uur in de morgen van de andere dag het hoge gezelschap - er waren 26 man aan boord - met bestemming Colombo. In de ochtend van 3 maart arriveerden drie Catalina's op Ceylon; een vierde machine had een noodlanding moeten maken in een kleine lagune, die de bemanning voor dit eiland had gehouden, maar dat achteraf Pondicherry bleek te zijn. Het onderhoud van de toestellen gebeurde aanvankelijk te Bangalore in India en wel door de Hindustan Aircraft Factory. Dit was een Amerikaanse firma, die met inheemsen werkte. Er werd nogal wat gesaboteerd en dit was dan ook de reden waarom het onderhoud zo'n tijd in beslag nam. De eerste verkenningsvlucht werd echter nog diezelfde maand ondernomen. Een Japanse vloot met vliegkampschepen viel namelijk op 5 en 9 april 1942 Colombo en Trincomalee aan en zo kwam er een gecombineerde Brits-Nederlandse tegenactie tot stand. Bij deze aanval gingen drie Engelse "Cats" verloren.

## MLD-detachement Australië
Intussen had een ander deel van de MLD Australië bereikt, maar door de Japanse aanval op Broome, gedurende welke aan Nederlandse zijde zes Do-24K's en vier Catalina's verloren waren gegaan, waren er nog maar vijf "Cats" en vijf Do-24K's overgebleven. Aan de in Australië aanwezige bemanningen werd opdracht gegeven naar Ceylon door te vliegen. Er gingen vijf Catalina's en voor de tweede maal vestigde de MLD een record, door met een van de vijf vliegboten de eerste non-stop-vlucht Australië-Ceylon - ongeveer 5300 km - te maken. De vier overige toestellen maakten een tussenlanding op Cocoseiland. De Do-24K's waren niet in staat dit traject in één ruk af te leggen, omdat hun vliegbereik te klein was, maar men had nog werk voor hen over. Zij werden verkocht aan de RAAF (Australische luchtmacht), behalve de X-24, die werd ingezet ten behoeve van de NEFIS- en NICA-vluchten (Netherlands Forces Intelligence Service en Netherlands Indies Civil Administration) tussen Australië en Nederlands-Nieuw-Guinea, Tanimbar-, Kai- en Aroeeilanden.

## No. 321 (Dutch) Squadron heropgericht te Ceylon
Na aankomst van de vijf "Cats" was het aantal toestellen te Koggala tot negen gestegen. De vier eerste stonden onder Nederlands administratief- en onder Engels operationeel commando. Er werd evenwel overeengekomen, dat de negen Catalina's een squadron zouden vormen. Dit kwam tot uitdrukking in een order van het Air Ministry, waarin bepaald werd, dat met ingang van 15 augustus 1942 een No. 321 (Dutch) Squadron werd heropgericht te Trincomalee met personeel van de MLD en dan te weten, dat het grondpersoneel op die datum uit nog geen honderd man bestond! Maar dit werd beter in september, toen een transport van ongeveer honderd man uit Australië arriveerde. Alle manschappen, die uit de handen van de Japanners hadden kunnen blijven, waren nu verenigd en opnieuw ingedeeld te Ceylon.

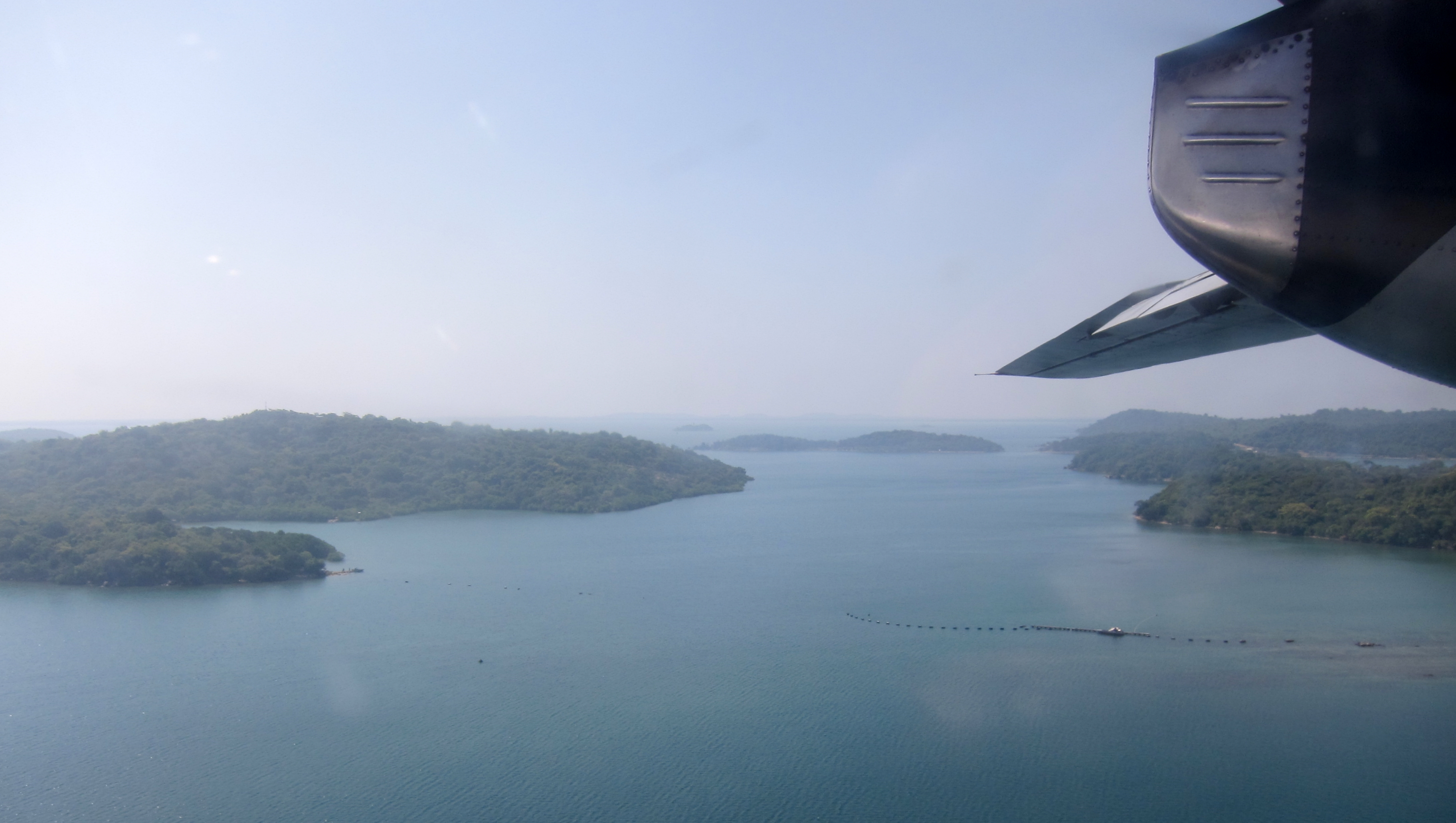
China Bay op Sri Lanka gezien vanuit de lucht

De RAF bracht het squadron vervolgens van Koggala naar RAF China Bay over, ongeveer 15 km van Trincomalee. Een klein detachement van zes vliegtuigbemanningen werd van Australië uit naar Amerika gezonden, om daar zes van de twaalf Catalina-amphibies, die reeds vóór de oorlog met Japan waren aangekocht, naar Ceylon over te vliegen. Opnieuw kwam er versterking in de vorm van een detachement grondpersoneel, dat was geworven uit de Prinses Irene Brigade. Deze militairen waren namelijk in India gestrand op weg naar Java. Ook ondervond men hulp van de Ceylonese, Singalese en Tamilse werkkrachten. Zij dienden als jongens in de messes, keukens, waren chauffeurs, of verrichtten koeliewerk. Buitengewoon veel gemak had men van vijftien voormalige Koninklijke Luchtvaart Maatschappij - en Koninklijke Nederlandsch-Indische Luchtvaart Maatschappij -employé's, die eveneens het squadron met hun technische kennis kwamen versterken.
In 1942 ontving het squadron zijn laatste versterking van ongeveer tachtig Indonesiërs. Dit waren merendeels matrozen en stokers van de koopvaardij, die dienden op schepen van de Koninklijke Paketvaart Maatschappij. Toen zij in Brits-Indië aan land kwamen, gingen zij staken en vertelden nooit meer te varen of te vechten tegen de Japanners. De Britten maakten korte metten met hen en interneerden hen direct. Na twee jaren kregen de meesten er genoeg van en gaven zich vrijwillig op voor de functie van grondpersoneel van No. 321, echter met dien verstande, dat hun toegezegd werd dat zij nooit direct tegen de Jappen in actie behoefden te komen. Op deze wijze groeide het eskader tot circa vijfhonderd man, van wie 220 vliegend- en 280 man grondpersoneel. De vliegtuigbemanningen waren uitsluitend Nederlanders en het grondpersoneel bestond uit mensen van de Marine, Koninklijke Luchtvaart Maatschappij (KLM), alsmede uit soldaten, Indonesische matrozen en stokers en verder uit de reeds eerder genoemde buitenlanders.

### Werkplaats
Te China Bay ondernam het squadron stappen om eigen werkplaatsen beschikbaar te krijgen, want men had zo goed als geen technische uitrusting. Er werd zelf gereedschap gemaakt en aangekocht in Ceylon, India en Australië. De RAF hielp waarmee ze maar kon, maar zij beschikte zelf ook maar over een klein gereedschapsmagazijn en weinig reserve-onderdelen. Er waren maar een paar werkplaatsen op Ceylon aanwezig. De chef technische dienst A. Everaars deed er alles aan om er een voor het squadron te realiseren. Probleem was echter dat de Nederlanders daar zelf voor dienden te zorgen. Dat waren de voorschriften van het Air Ministry. Men kneep van Engelse zijde echter een oogje dicht en stelden aan de Nederlanders een werkplaats beschikbaar. Dit gebeurde in maart 1943 en van die datum af werd het voor het technisch personeel gemakkelijker om de vliegtuigen in onderhoud te nemen en te reviseren.
Toen Air Chief Marshal sir Richard Pierce een bezoek aan het squadron bracht was hij onder de indruk van de operationele en technische prestaties. Hij regelde persoonlijk dat 321 Dutch een tweede werkplaats ter beschikking kreeg. Het was een hart onder de riem van de kleine groep mensen die onder moeilijke omstandigheden ver van huis en familie met vaak gebrekkige middelen aan de strijd om de vrijheid deelnamen.

### Nieuwe Catalina's uit de Verenigde Staten, december 1942
Officier-vlieger Bastiaan Sjerp, tweemaal gedecoreerd met het Vliegerkruis, volgde met andere Marine Luchtvaartdienst vliegers vanaf 5 september 1942 tot november 1942 een opleiding op Amfibie-Catalina’s bij Corpus Christi (Royal Netherlands Military Flying School) in de Verenigde Staten. De eerste Catalina’s, waaronder één onder commando van Sjerp, vertrokken op 17 november 1942 van Corpus Christi om na een reis van bijna twee maanden in China Bay, Sri Lanka, aan te komen. In december 1942 arriveerden de eerste vijf van de zes Catalina's uit de Verenigde Staten; deze werden overgevlogen door Amerikaanse ferry-piloten. De zesde machine crashte bij het oversteken van Afrika. Zij werden gevolgd door nog eens zes toestellen; deze werden door de naar Amerika gezonden Nederlanders naar Ceylon gebracht, waaronder B. Sjerp.
Op dit tijdstip bestond de sterkte van het squadron uit de negen eerder vermelde Catalina-vliegboten en de elf nieuw aangekomen Catalina-amphibies. Het totale aantal man personeel bedroeg 350, van wie 160 vliegend- en 190 man grondpersoneel. De gewone Britse oorlogsbezetting van een Catalina-squadron van negen machines bestond uit 480 man, zodat de Nederlanders dus, indien zij twintig vliegboten zouden hebben, minstens met een sterkte van meer dan duizend man hadden moeten werken. De gereedheid bedroeg toen ongeveer zeventig procent, maar in maart 1943 kwam er een order van Air Vice-Marshal Sir Alan Leeds af, vermeldend, dat dit cijfer nog hoger moest worden opgevoerd, aangezien het onderzeebootgevaar schrikbarend toenam. In één week tijd kwamen toen 19 van de 20 toestellen in bedrijf, terwijl de laatste als reserve te China Bay werd verankerd. Het was te voorzien, dat die honderd procent gereedheid niet volledig gehandhaafd zou kunnen blijven.

### Operaties van maart 1942 - 1 januari 1943
Gedurende deze periode werd er met negen "Cats" gevlogen en met 118 verkennings- en vier konvooi-escortevluchten; dit nam in totaal 2.222 vlieguren in beslag. Die verkennings-vluchten bestonden voornamelijk uit anti-invasie- en anti-onderzeebootpatrouilles in de Golf van Bengalen en de Indische Oceaan. De overblijvende anti-onderzeebootpatrouilles werden uitgevoerd boven de scheepvaart-wegen rondom India en Ceylon. Tevens werden er 1400 niet-operationele uren gevlogen ten behoeve van les- en oefenvluchten, alsmede research-vluchten. In totaal dus 3.622 vlieguren in 1942, waarvan de nu volgende vermeldenswaardig waren.
De eerste vijf Australië-Ceylonvluchten werden gevolgd door verschillende in omgekeerde richting. De ervaringen, die de Hollanders hiermede opdeden, waren van onschatbare waarde voor de naderhand door de Qantas Empire Airways uitgevoerde regelmatige luchtdiensten op dit traject. In november 1942 ging de Catalina Y-71 in vlammen op, tijdens een proefvlucht bij de Hindustan Aircraft Factory.
Op 20 december 1942, 24 februari 1943 en 21 maart 1943 werd door Off.-VI. Rijnders naar bezet Sumatra gevlogen op initiatief van de Britse Intelligence Service. De Catalina Y-57 landde in de omgeving van Sibolga en zette daar een 5 man sterkte Britse militaire missie aan land, met de bedoeling deze later weer op te halen. Op 24 februari respectievelijk 21 maart vloog de Y-57 tevergeefs terug naar het eiland Simaloer (Dalembaai) om de Britse party op te halen volgens afspraak op de geheime landingsplaats. Dit mocht niet gelukken, aangezien de gehele missie spoorloos verdween en van hen nooit meer iets is vernomen.
In oktober werd een detachement "Cats" te Mombassa in Afrika gestationeerd voor anti-onderzeeboot-patrouillevluchten.

### Operaties in 1943
In dit jaar werd met acht "Cat"-vliegboten en elf "Cat"-amphibies in totaal 3562 vlieguren gevlogen en wel van de basis China Bay en Ratmalana af. Vanaf de bases in Zuid-Afrika en Socotra 5.779 vlieguren en Masirah 280 uren, hetgeen neerkwam op 9621 operationele vlieguren. Daarbij kwamen dan nog 2.551 niet-operationele uren, wat dus een totaal van 12.172 vlieguren uitmaakte. In 1943 opereerde Bastiaan Sjerp met het 321 Dutch Squadron RAF vanuit China bay in de Indische Oceaan en nabij Afrika waarbij met name konvooibescherming (vooral nachtvluchten), onderzeebootbestrijdingsoperaties en verkenningen werden uitgevoerd.
Vermeldenswaardig uit dat jaar waren de volgende feiten en vluchten:
- De "Cat"-amphibies waren met radar uitgerust, de gewone "Cat"-vliegboten echter niet, maar met gebrekkige middelen werden ook deze in dit opzicht "gemoderniseerd". Het onderhoud geschiedde door Ltz. Riethof en zijn radarspecialisten.
- Een van de "Cat"-amphibies, de Y-75, voer op een rif en zonk onmiddellijk. Met behulp van een drijvende bok bracht men het toestel boven. Het nam circa vijf maanden in beslag dit vliegtuig weer voor de dienst gereed te maken, aangezien de elektrische leidingen en apparatuur van corrosie hadden geleden. Naderhand gaf admiraal Helfrich toestemming dit vliegtuig tot een comfortabel passagierstoestel om te bouwen. Men noemde de Y-75 toen Skysleeper en het vervoerde nadien hooggeplaatste autoriteiten zonder één ongeval.
- In begin 1943 gingen er geallieerde schepen bij Mombassa en Zuid-Afrika verloren, aangezien de Duitsers hun onderzeeboot-offensief van de Atlantische Oceaan naar deze regionen hadden verplaatst. No. 321 werd aangezocht te komen assisteren en vertrok er een detachement van acht "Cat"-amphibies en drie vliegboten naar Zuid-Afrika waar zij te Durban, Darling bij Kaapstad en Port-Elizabeth werden gestationeerd. Geen enkel geallieerd schip waar een Hollandse "Cat" boven hing, brachten de Duitsers meer tot zinken.
- Uren werd er anti-onderzeebootpatrouille gevlogen en op een van deze nachtelijke vluchten bevond de "Cat" Y-84 zich op ongeveer 650 km ten zuiden van Kaap Agulhas. Het vliegtuig raakte door de wind uit de koers. De commandant besefte dat hij met de nog aanwezige brandstof onmogelijk de kust zou kunnen bereiken.
- Op het laatste ogenblik bemerkte men een Britse torpedobootjager en ondanks de hoge zee zette de commandant zijn toestel behouden op het water. De Y-84 kon, door de hoge zee, onmogelijk op sleeptouw worden genomen, waarop men haar met kanonvuur tot zinken bracht.

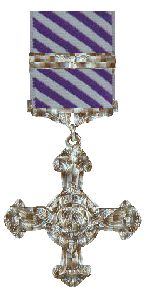
Distinguished Flying Cross (Verenigd Koninkrijk) and bar

- In de nacht van 23 op 24 mei 1943 had de Y-85 een konvooi geëscorteerd. Om ongeveer kwart over zes, in het donker, werd het vliegtuig beschoten met 40-mm-geschut, dat op ongeveer 20 meter de vleugel miste. De onderzeeboot dook onmiddellijk hierna snel onder. Om zeven uur zag de tweede piloot even aan stuurboord gedurende ongeveer vijf seconden een periscoop; men dook naar beneden en bewerkte de onderzeeboot met dieptebommen. Olie en enige wrakstukken kwamen even hierna naar de oppervlakte en door deze actie redde men een troepentransport van de ondergang. Off.VI. Vonk, de bootcommandant, werd, na het binnenkomen van rapporten, met het Distinguished Flying Cross (Verenigd Koninkrijk) onderscheiden.

Eind 1943 verplaatste het Duitse onderzeebootoffensief zich naar de Golf van Aden en de Golf van Oman. De Nederlandse detachementen verhuisden toen van Zuid-Afrika naar Socotra, waar zij in oktober met de operaties begonnen. Gelijktijdig werd een vliegboot en een amfibie van China Bay naar Masirah verplaatst. Deze overplaatsing van Kaapstad, Port-Elizabeth en Johannesburg naar stations als Socotra en Masirah bracht heel wat veranderingen voor de manschappen teweeg; zij kwamen letterlijk van de hemel in de hel. Die acht maanden in Afrika waren vol afwisseling geweest en met alle denkbare comfort. Maar op deze nieuwe basis zag het er droevig uit; aldaar waren niets dan rotsen en zand en het wemelde er bovendien van de vliegen. Er was geen boom of zelfs ook maar een grasspriet te bekennen. Water moest bijvoorbeeld per schip worden aangevoerd. Men kreeg zijn rantsoentje van twee flessen per dag; een voor consumptie en een voor andere doeleinden. De bemanningen leefden in tenten en de temperatuur bereikte grote hoogten. Er was geen schaduw dan alleen onder de vleugels der vliegboten. De Y-78 amfibie verloor men in november 1943. Het vliegtuig steeg op van Minneriya, een RAF-station in het midden van Ceylon, voor een verkenningsvlucht van achttien uren. Ongeveer anderhalf uur na de start weigerde één der motoren. Het vliegtuig vloog toen vrij laag boven het water en de piloot moest, midden in de nacht, een noodlanding uitvoeren. Ondanks deze beroerde omstandigheden zette hij zijn "Cat" op het water, zonder persoonlijke ongelukken te maken. Na een uur zonk evenwel de
Y-78. De bemanning was ernstig gehandicapt, want zij moest gebruikmaken van één "dinghy" (rubberboot) - met elf man. De andere "dinghy" was namelijk tijdens de landing overboord geraakt en verdwenen. Tachtig kilometer ten Zuiden van China Bay, bij Batticaloa, bereikte men ten slotte veilig de kust.
Te Madras, Cochin en op de Maladiven-eilanden werden nu eveneens kleine detachementen van niet meer dan drie Catalina's gestationeerd. Gedurende 1943 werden 186 konvooien van de bases in Zuid-Afrika en Socotra af geëscorteerd; 57 van Masirah en 90 vanuit India en Ceylon. Dit maakt een totaal van 333 konvooivluchten met 5510 vlieguren. Vermeldenswaardig was dat verscheidene malen het grootste Nederlandse troepentransportschip, de Nieuw Amsterdam, werd beschermd.
De reeds eerder vermelde 2551 niet-operationele vlieguren bestonden voornamelijk uit verschillende Ceylon-Australië retourvluchten. Op een van deze vluchten werd Admiraal Helfrich naar Australië vervoerd voor een bezoek en inspectie van zijn zee-, land- en luchtstrijdkrachten in dat land. Op de terugtocht werd er om bepaalde redenen afgeweken van de normale route via de golf van Exmouth. De piloot besloot om van Perth uit naar Ceylon te vliegen - een dapper werk als men bedenkt dat deze afstand ongeveer 3200 nautische mijlen bedroeg. Opnieuw werd door No. 321 (Dutch) Squadron een record gevestigd. De Air-Officer in Command, Air Vice-Marshal Sir Alan Leeds, maakte in juli 1943, met de Commandant van No. 321, Overste W. van Prooijen, een inspectiereis met de Skysleeper langs de volgende stations: Bombay, Karachi, Masirah, Aden, Nairobi, Pretoria, Kaapstad en Port Elizabeth.
In augustus 1943 vloog Admiraal Helfrich met Overste Van Prooijen naar Londen. Tot Karachi vlogen zij in hun eigen vliegtuig, want het Air Ministry stond niet toe, dat een operationeel vliegtuig van het ene Command (Zuidoost-Azië) naar het andere Command (Midden-Oosten) vloog. Zij verlieten dus hun "Cat" in India en zetten de reis verder voort met een Sunderland-vliegboot van de R.O.A.C. (Remote Operations Air Command).
De Nederlandse Regering kocht twee nieuwe Catalina's aan, om de verouderde Do-24K's in Australië te vervangen. Beide vliegtuigen, de Y-86 en Y-87, werden door Nederlandse bemanningen van de Verenigde Staten naar Australië overgevlogen. De resterende vlieguren werden besteed aan les- en oefenvluchten, aan transport- en researchvluchten, alsmede aan overplaatsingen van manschappen en materieel.

### Operaties in 1944
In dat jaar werden er vanaf de basis China Bay 3.595 uur operationele vluchten gemaakt. Van Zuid-Afrika uit bedroeg dit 215, van Masirah 1.205 en van Socotra uit 1.361 uur. Niet-operationeel werd 3.400 uur gevlogen, hetgeen dus neerkwam op een totaal van 9.776 uur. Van deze operationele vluchten werden gemaakt: 233 convooiescorte-vluchten; 194 anti-onderzeebootpatrouilles en nog 22 onderzeebootachtervolgingen.
Dit jaar gaf overigens hetzelfde beeld als in 1943 te zien. Een groot gedeelte werd besteed aan reddingsvluchten en vaak met succes. In 1944 ging wederom geen enkel onder Nederlandse bescherming staand geallieerd vaartuig verloren. Belangrijke acties in 1944 waren:
- In februari vond men op 50 km van Masirah, in de Indische Oceaan, de bemanning van een Amerikaans koopvaardijschip. Met behulp van radio werden de overlevenden door een snelvarende motorboot opgepikt.
- In de nacht van 5 september vond een van de "Cats" van Socotra, met behulp van radar en vuurwerkparachutes, vijf reddingboten.
- Een toestel van China Bay vond vier reddingboten met 71 schipbreukelingen van een twee nachten daarvóór getorpedeerd vaartuig. Dit was op 160 km uit de kust. Wederom werd om assistentie verzocht en konden de drenkelingen worden gered.
- In het midden van juli 1944 vielen 55 Boeing B-29 Super Fortresses van de 20th American Air Force Palembang aan, daarbij gebruikmakend van China Bay als basis. Al de Nederlandse voorhanden zijnde "Cats" werd opgedragen deze toestellen te begeleiden om bij eventuele nood de helpende hand te bieden. Op de thuisreis crashte een van deze zware bommenwerpers in zee. De bemanning moest van de dinghies gebruikmaken. Twee Nederlandse "Cats" ontvingen radioseinen van deze dinghies en gaven aan China Bay de juiste positie op; nog dezelfde dag werd de bemanning gered.
- Bij een andere gelegenheid vielen Engelse "Cats" de door de Japanners bezette luchthaven van Sabang aan. Deze aanval was succesvol, maar de Japanners slaagden erin één Engelse vliegboot zwaar te beschadigen. Op één motor ging het naar de basis terug; het vliegtuig bevond zich toen ongeveer op een afstand van 1.500 km. Tien minuten nadat No. 321 bericht van de situatie binnenkreeg, startte één hun "Cats" en ontmoette, door uiterst precieze navigatie en goed gebruik van radiopeilingen, haar Engelse zuster op 640 km buitengaats en begeleidde haar veilig naar huis. Dit toestel stond onder commando van Off.-VL Venema. Deze vlucht gebeurde reeds in 1942, gelijktijdig met de landingsactie nabij Sibolga.

### B-24 Liberators arriveren
Reeds jaren hadden de "Cats" gevlogen en de behoefte deed zich gevoelen op een nieuw type vliegtuig over te gaan, temeer daar zij door hun ouderdom steeds sneller in revisie moesten. Bovendien viel er onder de mannen van 321 een tendens waar te nemen, de vijand meer direct aan te vallen, hoewel men de belangrijkheid van het convooivliegen terdege begreep. Maar het eindeloze vliegen over die uitgestrekte zeegebieden was soms demoraliserend. Steeds maar weer in een metalen romp, aan een vleugel met twee motoren te hangen en uren achtereen te turen naar periscopen of andere doelen kon vervelend gaan worden. Men wilde meer; men wilde bijvoorbeeld met bommenwerpers tegen de vijand strijd leveren. Admiraal Helfrich ging ermee akkoord; bovendien was een van de hoofdmotieven van zijn Londense reis in augustus 1943 geweest de toenmalige Minister van Marine én het Air Ministry voor dit plan te winnen. Hoewel beiden er in principe mee akkoord gingen, adviseerde men toch vooralsnog door te gaan met convooieren.

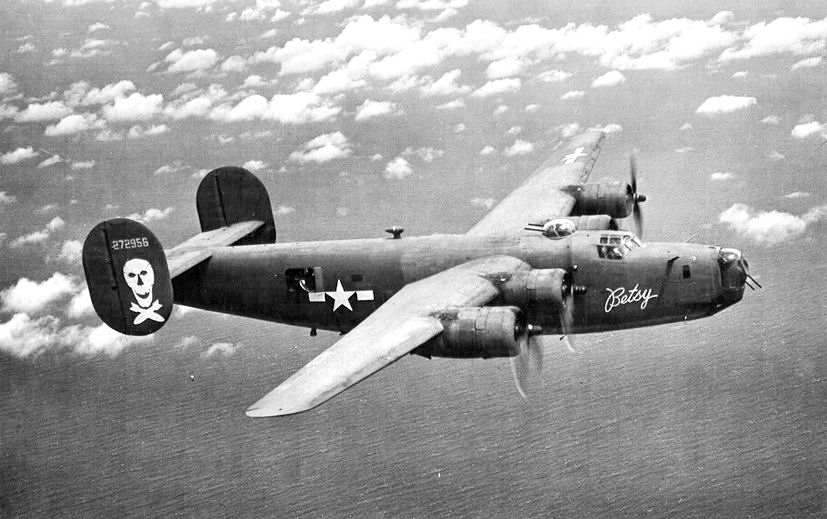
Een B-24 Liberator van de Amerikaanse Luchtmacht

Op 5 november 1943 had Admiraal Helfrich een conferentie te New Delhi en wist van de Air-Officer in Command volledige steun te verkrijgen. Dat was echter het begin van nieuwe
moeilijkheden. Na eindeloos geschrijf en geconfereer over en weer werd er in oktober 1944 een telegram ontvangen, waarin stond dat No. 321 heruitgerust zou worden met zware, viermotorige B-24 Liberator -bommenwerpers. De eerste landde in december 1944 op China Bay. De nu komende tijd besteedde men aan oefeningen; dit nam ongeveer een half jaar in beslag.
Het beste zou natuurlijk geweest zijn de Nederlandse toekomstige Liberator-piloten naar werkelijke opleidingskampen voor dit type te zenden, waar zowel het vliegend- als het grondpersoneel volledig op de hoogte zou kunnen geraken van de eigenschappen van deze nieuwe toestellen. Dit ging evenwel niet, want men moest met de aanwezige "Cats" nog steeds convooivliegen. Het squadron trainde dus zichzelf. Lang voordat de eerste "Lib" op China Bay arriveerde, waren er reeds kleine groepen officieren en manschappen naar Britse Liberator-Squadrons en de Hindustan Aircraft Factory gezonden om studie van dit type te maken. Het was een grote tegenslag toen bleek dat de toestand waarin de op China Bay aankomende Liberators verkeerden heel slecht was. Zij waren totaal verwaarloosd en in zo'n staat dat het maanden in beslag nam om ze voor de dienst gereed te maken. De Nederlandse manschappen waren gedesillusioneerd en terecht; zoiets had niet mogen gebeuren. Er werd dan ook al snel op het groepshoofdkwartier over gereclameerd. De zaak werd aanhangig gemaakt bij het Air Ministry en deze zond een van haar hoogste autoriteiten om zich persoonlijk van een en ander op de hoogte te stellen. Eindelijk dan, nadat het squadron duizenden man-uren aan het opknappen van die oude kisten had besteed, kwamen de nieuwe en modernere "Libs" voor de Nederlandse manschappen beschikbaar. In 1945 was men zover, dat de eerste zes gereed waren voor operationeel optreden. De RAF stond er evenwel op deze machines op de Cocoseilanden te stationneren, opdat er met acties tegen Java en Sumatra kon worden begonnen. De accommodatie op de Cocoseilanden was primitief en het voedsel schaars; maar het personeel waren tot nu toe wél erger gewend geweest. Op 8 juli 1945 vertrok het detachement naar deze eilanden. De eerste "Lib" vertrok om precies één uur en met tussenpozen van twee minuten volgden de andere. De derde machine verongelukte tijdens de start. Met deze crash verloor No. 321 (Dutch) Squadron zijn eerste mensen na sinds drieënhalf jaar intensief operationeel te hebben gevlogen. Off.-VI. J. Radius en zes anderen werden gedood, terwijl er vijf zwaargewonden uit de wrakstukken konden worden geborgen. De overledenen liggen begraven in de Britse oorlogsbegraafplaats van Trincomalee.

### De acties in 1945
ln dit jaar werd, tot aan de Japanse overgave, 344 uur operationeel met Liberators gevlogen; niet-operationeel 1060 uur. Met de "Cats" bedroeg dit respectievelijk 1443 en 1439 uur. Een totaal dus van 4.286 vlieguren. Doordat de Japanse onderzeeboten niet meer in het noordelijk deel van de Indische Oceaan opereerden, maakten de Nederlandse "Cats" aanzienlijk minder vlieguren dan in het daaraan voorafgaande jaar.
Door het achterwege blijven van grotere prooien werden verschillende kustvaartuigen aangevallen, tot zinken gebracht of beschadigd. De laatste vermeldenswaardige vlucht was die van 4 augustus, toen twee Nederlandse en één Engelse "Lib" de scheepvaart in de haven van Tjilatjap aanvielen; in feite dezelfde plaats, waar men drieënhalf jaar geleden evacueerde. De eerste Liberator, onder commando van Off.-VI. De Bruyn, plaatste drie directe treffers op een 3000-tons-motorvaartuig en twee op een drijvende bok, tijdens een "low level"-aanval. De twee andere "Libs" bombardeerden en mitrailleerden andere schepen en de magazijnen en opslagplaatsen. Van de Japanners hoorden men niets; ze moesten dus wel plotseling verrast zijn.

## Japanse capitulatie

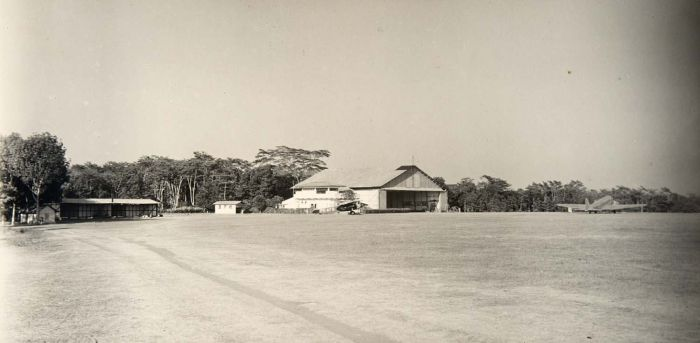
Het vliegveld Tjililitan bij Batavia

Na een aantal aanvallen op schepen en verkenningsvluchten drong het nieuws van de Japanse capitulatie tot de mannen van No. 321 door. Zij gingen nu met hun "Cats" en "Libs" hun activiteit naar een geheel ander gebied verplaatsen. Nu werden oorlogs- en interneringskampen op Java en Sumatra aangevallen en gebombardeerd met voedselpakketten, medicamenten en kleding. Op China Bay maakten de mannen van het squadron zich gereed voor vertrek naar Java. Hun geduld werd echter nog twee maanden lang op de proef gesteld; daarna mochten zij pas vertrekken. De Commandant van No. 321 (Dutch) Squadron, Overste W. van Prooijen, verliet het eskader een maand na de Japanse capitulatie (15 augustus 1945) en trad tot de Marinestaf te Batavia toe. Hij werd opgevolgd door Hoofdoff.-VI. Heije Schaper RMWO4. In oktober 1945 verhuisde het squadron naar haar nieuwe basis op vliegveld Tjililitan (huidige naam: Luchthaven Halim Perdanakusuma) in de buurt van Batavia waar het squadron op 8 december 1945 door de RAF werd overgedragen aan de Marine Luchtvaartdienst, met behoud van hun squadron nummer 321. Het uit twaalf toestellen bestaande Liberator-detachement bleef nog tot maart 1946 op de Cocoseilanden gestationeerd, voordat er toestemming werd verleend naar Java te vertrekken. Deze Liberators werden naderhand aan de RAF teruggegeven, terwijl er uit Amerikaanse surplusvoorraden vijftien Douglas C-47 Dakotas werden overgenomen. De oorlog tegen Japan was voorbij maar werd gevolgd door strijd tegen Indonesië.

## Internationale waardering
In drieënhalf jaar tijd (maart 1942-augustus 1945) had No. 321 (Dutch) Squadron, met een gemiddelde sterkte van 22 vliegtuigen, 31.700 uren gevlogen, waarvan 22.500 operationeel. Vijftien toestellen waren er gemiddeld voor oorlogsvluchten voorhanden en met dit kleine percentage heeft No. 321 (Dutch) Squadron het gepresteerd, niet minder dan zesduizend Geallieerde schepen, zonder ook maar het minste verlies, te convoyeren. Het is dan ook met No. 320 (Dutch) Squadron een van de beste geallieerde squadrons in de Tweede Wereldoorlog geweest, hetgeen uit verschillende telegrammen van hooggeplaatste geallieerde persoonlijkheden is gebleken. Hoewel de strijd van No. 321 (Dutch) Squadron niet zo lucratief en emotioneel is geweest als die van No. 320 (Dutch) Squadron, hebben haar mannen heel veel bijgedragen aan de gemeenschappelijke zaak en tot de bevrijding van Nederland en Nederlands-Indië.

## Bekende Nederlandse squadronleden

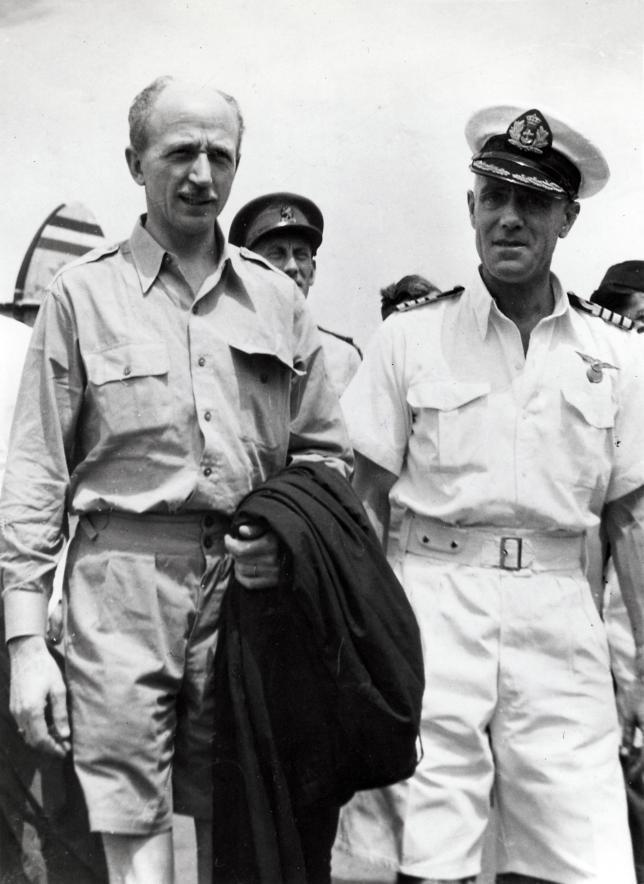
Overtste Heije Schaper RMWO4 (links) in 1949, inmiddels als Schout-bij-Nacht

- A.J. de Bruijn, officier-vlieger (Bijnaam IJzeren Hein). Van mei 1946 tot mei 1947 commandant van Morokrembangan.
- Off. M.S.D. 1e kl. A. Everaars, Chef Technische Dienst
- Heije Schaper, squadron commandant, ridder Militaire Willems-Orde en DFO
- W. van Prooijen, squadron commandant
- J. Radius, officier-vlieger (omgekomen bij een vliegtuigongeluk)
- G.F. Rijnders, officier-vlieger, vloog drie geheime sorties van Ceylon naar Sumatra
- Bastiaan Sjerp, officier-vlieger en tweemaal gedecoreerd met het Vliegerkruis
- G.F. Venema, officier-vlieger en tweemaal gedecoreerd met het Vliegerkruis en M.I.D.
- J. Vonk, officier-vlieger en onderscheiden met het Distinguished Flying Cross (DFC)

## Vliegtuigtypen
| Vanaf     | Tot       | Type                      | Versie |
| --------- | --------- | ------------------------- | ------ |
| Juni 1940 | Jan. 1941 | Avro Anson                | Mk.I   |
| Aug. 1942 | Dec. 1944 | Consolidated PBY Catalina | Mk.II  |
| Dec. 1943 | Aug. 1945 | Consolidated PBY Catalina | Mk.III |
| Dec. 1944 | Dec. 1945 | B-24 Liberator            | Mk.VI  |
| Aug. 1945 | Dec. 1945 | Consolidated PBY Catalina | Mk.Va  |
| Dec. 1945 | Dec. 1945 | Consolidated PBY Catalina | Mk.IVb |

## Squadroncommandanten RAF-tijdperk
| Van       | Tot       | Naam                              |
| --------- | --------- | --------------------------------- |
| Juni 1940 | Aug. 1940 | Luitenant-Kolonel H. Kolff        |
| Aug. 1940 | Okt. 1940 | Luitenant-Kolonel M.G. Smalt      |
| Okt. 1940 | Jan. 1941 | Luitenant-Kolonel W. van Lier     |
| Juli 1942 | 1945      | Luitenant-Kolonel W. van Prooijen |